# Rally Press on Regardless

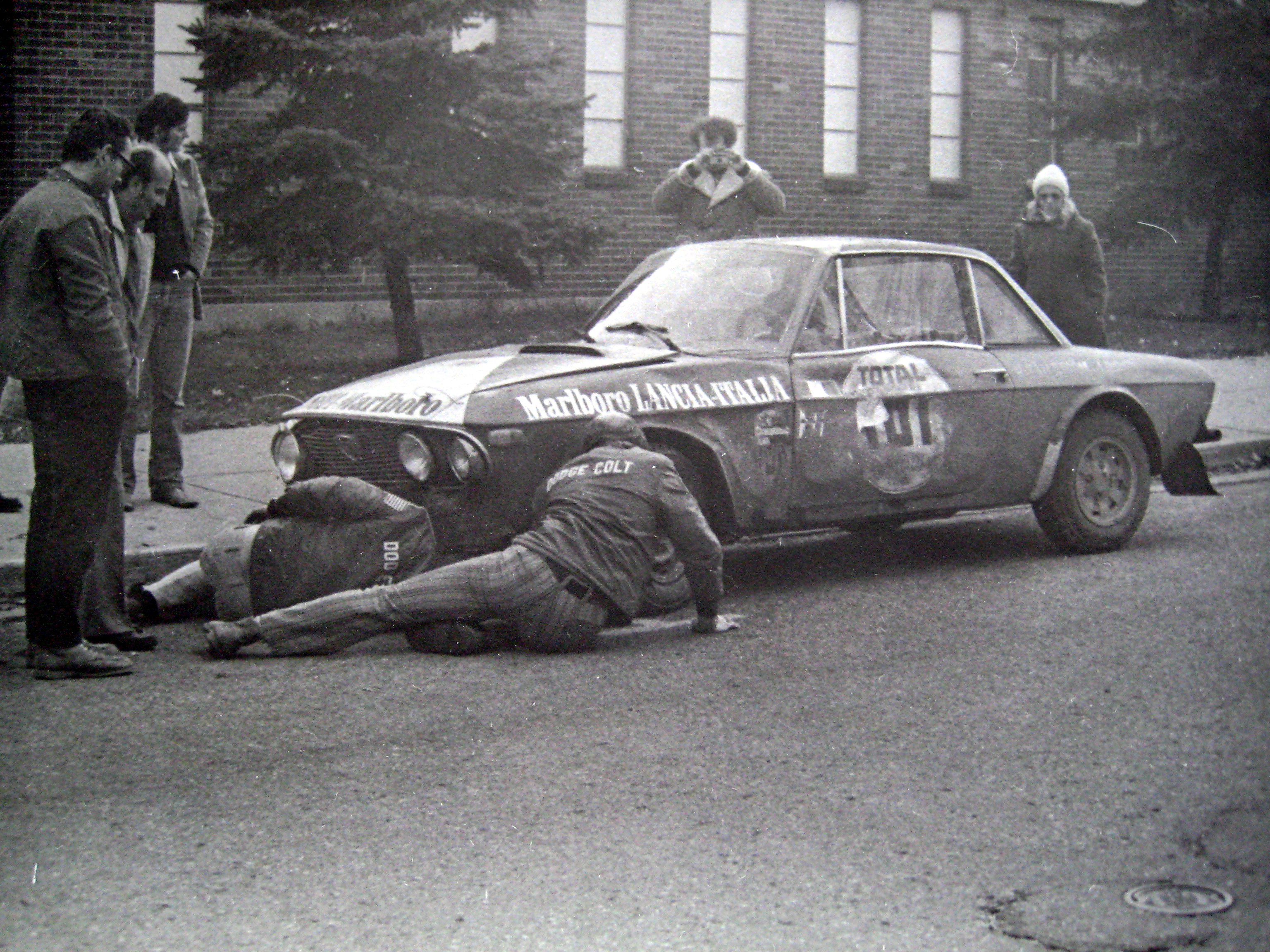
Un Lancia Fulvia en la edición de 1972.

El Rally Press on Regardless, también conocido como POR por sus siglas en inglés, es una prueba de rally que se celebra anualmente en Estados Unidos organizada por la Sports Car Club of America  y que fue puntuable para el Campeonato Mundial de Rally en 1973 y 1974. El primer año se caracterizó por la ausencia de los equipos europeos y el segundo los que acudieron sufrieron el acoso de los sheriffs locales que los llenaron de multas, como el caso de Sandro Munari que incluso durmió una noche en la comisaría y tuvo que abandonar la carrera. La FIA decidió eliminar la prueba del calendario y no fue hasta 1986 cuando volvió a incorporar una prueba para el campeonato del mundo en tierras de Estados Unidos, en este caso en el Rally Olympus.

## Ganadores
| Año  | Edición                                           | Piloto             | Copiloto               | Vehículo                         | Series         |
| ---- | ------------------------------------------------- | ------------------ | ---------------------- | -------------------------------- | -------------- |
| 1949 |                                                   | Vincent E. Gardner | Louise Gardner         | 1949 Studebaker Special 2 seater |                |
| 1950 |                                                   | Howard Preston     | Mrs. Norm Couty        | MG TC                            |                |
| 1951 |                                                   | Mr. Preston        | Mrs. Preston           | MG TC                            |                |
| 1952 |                                                   | Georgianna Apolant | Richard "Dick" Apolant | MG                               |                |
| 1953 |                                                   | Gib Hufstader      | Frank Walker           | 1939 Buick Century               |                |
| 1954 |                                                   | Ralph Durbin       | Chuck Gleason          | Oldsmobile                       |                |
| 1955 |                                                   | Ralph Durbin       | Les Smith              | Austin-Healey                    |                |
| 1956 |                                                   | Harry Beronius     | Marg Beronius          | VW                               |                |
| 1957 |                                                   | Harry Beronius     | Marg Beronius          | Porsche 356                      |                |
| 1958 |                                                   | Jim Bickham        | Barbara Bickham        | Mercedes 190 SL                  |                |
| 1959 |                                                   | Richard Doyen      | Clay Gibbs             | Chevrolet Corvette               |                |
| 1960 |                                                   | Jim Bickham        | Willard Whistler       | Mercedes 190 SL                  |                |
| 1960 | Paul Stephens                                     | Barbara Bickham    | Sunbeam Alpine         |                                  |                |
| 1961 |                                                   | Dick Dittus        | Bill Wells             | Chevrolet Corvair                |                |
| 1962 |                                                   | Bob Jackman        | John Zabriskie         | Chevrolet Corvair                |                |
| 1963 |                                                   | Gene Henderson     | Fred Browne            | Chrysler                         |                |
| 1964 |                                                   | Jon Davis          | Wayne Zitkus           | Plymouth Valiant                 |                |
| 1965 |                                                   | Karl Goering       | Don Skinner            | Mercury Comet                    |                |
| 1966 |                                                   | Tom Samida         | Ralph Beckman          | Plymouth Barracuda               |                |
| 1967 |                                                   | Gene Henderson     | Wayne Zitkus           | Ford Cortina                     |                |
| 1968 |                                                   | Karl Goering       | Harry Ward             | Plymouth Barracuda               |                |
| 1969 | 21. Press-on-Regardless Rally                     | Scott Harvey       | Ralph Beckman          | Sunbeam Arrow                    |                |
| 1970 | 22. Press-on-Regardless Rally                     | Scott Harvey       | Ralph Beckman          | Sunbeam Arrow                    | Primer año FIA |
| 1971 | 23. TOTAL Press-on-Regardless International Rally | Scott Harvey       | Tom King               | Plymouth Cricket                 |                |
| 1972 | 24. TOTAL Press-on-Regardless International Rally | Gene Henderson     | Ken Pogue              | Jeep Wagoneer                    | CIDM           |
| 1973 | 25. Press-on-Regardless Rally                     | Walter Boyce       | Doug Woods             | Toyota Corolla                   | WRC            |
| 1974 | 26. Press-on-Regardless Rally                     | Jean-Luc Thérier   | Christian Delferrier   | Renault 17 Gordini               | WRC            |
| 1975 | 27. Press-on-Regardless Rally                     | Sobiesław Zasada   | Wojciech Schramm       | Porsche 911                      | Último año FIA |
| 1976 | 28. Press-on-Regardless Rally                     | Bob Hourihan       | Steve Ruiz             | Porsche 911                      |                |
| 1977 | 29. Press-on-Regardless Rally                     | Hendrik Blok       | Tom Grimshaw           | Plymouth Arrow                   |                |
| 1978 | 30. Press-on-Regardless Rally                     | John Buffum        | Doug Shepherd          | Triumph TR7                      |                |
| 1979 | 31. Marchal Press-on-Regardless Rally             | Taisto Heinonen    | John Bellefleur        | Toyota Celica                    |                |
| 1980 | 32. Budweiser Press-on-Regardless Rally           | Rod Millen         | Cam Warren             | Mazda RX-7                       |                |
| 1981 | 33. Budweiser Press-on-Regardless Pro Rally       | Rod Millen         | R.Dale Kraushaar       | Mazda RX-7                       |                |
| 1982 | 34. Budweiser Press-on-Regardless Pro Rally       | John Buffum        | Doug Shepherd          | Audi Quattro                     |                |
| 1983 | 35. Budweiser Press-on-Regardless Pro Rally       | Hannu Mikkola      | Fabrizia Pons          | Audi Quattro                     |                |
| 1984 | 36. Press-on-Regardless Pro Rally                 | Rod Millen         | R.Dale Kraushaar       | Mazda RX-7                       |                |
| 1985 | 37. Press-on-Regardless Pro Rally                 | Rod Millen         | John Bellefleur        | Mazda RX-7                       |                |
| 1986 | 38. Press-on-Regardless Pro Rally                 | John Buffum        | Tom Grimshaw           | Audi Quattro                     |                |
| 1987 | 39. Press-on-Regardless Pro Rally                 | John Buffum        | Tom Grimshaw           | Audi Quattro                     |                |
| 1988 | 40. Press-on-Regardless Pro Rally                 | Paul Choiniere     | Tom Grimshaw           | Audi Quattro                     |                |
| 1989 | 41. Press-on-Regardless Pro Rally                 | Rod Millen         | Harry Ward             | Mazda 323                        |                |
| 1990 | 42. Press-on-Regardless Pro Rally                 | Paul Choiniere     | Scott Weinhemer        | Audi Quattro                     |                |
| 1991 | 43. Press-on-Regardless Pro Rally                 | Chad DiMarco       | Eric Hauge             | Subaru Legacy                    |                |
| 1992 | 44. Press-on-Regardless Pro Rally                 | Dick Corley        | Lance Smith            | Mitsubishi Eclipse               |                |
| 1993 | 45. Press-on-Regardless Pro Rally                 | Carl Merrill       | John Bellefleur        | Ford Escort RS Cosworth          |                |
| 1994 |                                                   | Scott Harvey       | Ralph Beckman          | Eagle Talon                      |                |
| 1995 |                                                   | Bill Laitenberger  | John McArthur          | 1993 Subaru Legacy               |                |
| 1996 |                                                   | Jim Fekete         | Jim Shaffer            | 1995 Chevrolet Blazer            |                |
| 1997 |                                                   | Mike Friedman      | Marc Goldfarb          | 1990 Eagle Talon                 |                |
| 1998 |                                                   | Dan Coughnour      | Greg Lester            | 1996 Jeep Cherokee               |                |
| 1999 |                                                   | Mike Friedman      | Marc Goldfarb          | 1990 Eagle Talon                 |                |
| 2000 |                                                   | Dave Parps         | Rob Moran              | 2000 Subaru Outback              |                |
| 2001 |                                                   | Ron Johnstonbaugh  | Jack von Kaenel        | 1995 Mitsubishi Eclipse GSX      |                |
| 2002 |                                                   | Ron Johnstonbaugh  | Jack von Kaenel        | 1995 Mitsubishi Eclipse GSX      |                |
| 2003 |                                                   | Ron Johnstonbaugh  | Jack von Kaenel        | 2002 Subaru Impreza WRX          |                |
| 2004 |                                                   | Scott Harvey, Jr.  | Jim Fekete             | 1991 Eagle Talon                 |                |
| 2005 |                                                   | Ron Johnstonbaugh  | Jack von Kaenel        | 2002 Subaru Impreza WRX          |                |
| 2006 |                                                   | Dan Coughnour      | Joe Andreini, Jr.      | 2002 Subaru Impreza WRX          |                |
| 2007 |                                                   | Dave Harkcom       | Dan Harkcom            | 1994 Audi S4                     |                |
| 2008 |                                                   | Scott Harvey, Jr.  | Jack von Kaenel        | 1991 Eagle Talon                 |                |
| 2009 |                                                   | Dave Harkcom       | Dan Harkcom            | 1994 Audi S4                     |                |
| 2010 |                                                   | Ron Johnstonbaugh  | Jack von Kaenel        | Subaru Impreza WRX 02            |                |
| 2011 |                                                   | Scott Harvey, Jr.  | Rob Moran              | 1991 Eagle Talon                 |                |
| 2012 |                                                   | Scott Harvey, Jr.  | Rob Moran              | 1991 Eagle Talon                 |                |
| 2013 |                                                   | Edward Schowalter  | Daniel Harkcom         | Subaru Impreza WRX 07            |                |